# Acquanegra sul Chiese
Acquanegra sul Chiese is een gemeente in de Italiaanse provincie Mantova (regio Lombardije) en telt 2997 inwoners (31-12-2004). De oppervlakte bedraagt 28,3 km², de bevolkingsdichtheid is 105 inwoners per km².

## Demografie
Acquanegra sul Chiese telt ongeveer 1192 huishoudens. Het aantal inwoners daalde in de periode 1991-2001 met 0,8% volgens cijfers uit de tienjaarlijkse volkstellingen van ISTAT.
| Jaar | Inwoneraantal |
| ---- | ------------- |
| 1991 | 2959          |
| 2001 | 2936          |

## Geografie
De gemeente ligt op ongeveer 31 m boven zeeniveau.
Acquanegra sul Chiese grenst aan de volgende gemeenten: Asola, Bozzolo, Calvatone (CR), Canneto sull'Oglio, Marcaria, Mariana Mantovana, Redondesco.